# 𰫕

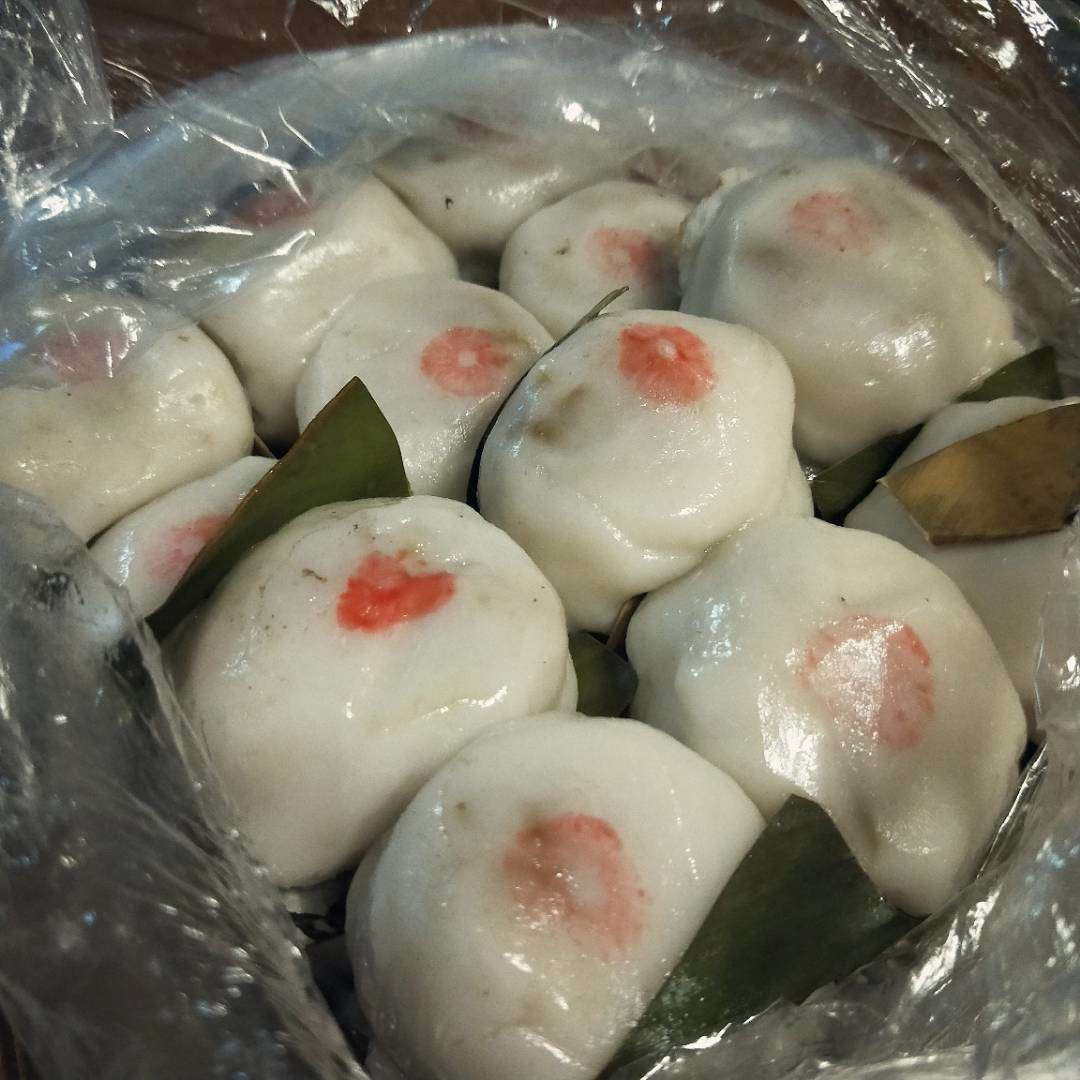

，是一种福州特色的节日食品，用芭蕉葉包糯米馅或者豆餡作出來的食品，以前用于供奉神明。